# Pallacanestro Treviso 1999-2000
Benetton Pallacanestro Treviso 1999/2000
| Num. | Naz.                   | Nome                |
| ---- | ---------------------- | ------------------- |
| 4    | Argentina (bandiera)   | Marcelo Nicola      |
| 5    | Stati Uniti (bandiera) | Tyus Edney          |
| 6    | Italia (bandiera)      | Luca Sottana        |
| 7    | Italia (bandiera)      | Riccardo Pittis     |
| 8    | Italia (bandiera)      | Denis Marconato     |
| 9    | Italia (bandiera)      | Matteo Maestrello   |
| 10   | Italia (bandiera)      | Massimo Bulleri     |
| 11   | Spagna (bandiera)      | Ismael Santos       |
| 12   | Stati Uniti (bandiera) | Brad Traina         |
| 13   | Italia (bandiera)      | William Di Spalatro |
| 14   | Germania (bandiera)    | Tim Nees            |
| 15   | Stati Uniti (bandiera) | Jeff Sheppard       |

Allenatore: Piero Bucchi